# يهود محافظون
اليهود المحافظون (بالعبرية: מסורתיים) أو الوسطيون أو من يحافظ على العادات والتقاليد (بالعبرية: שומרי מסורת) هو لقب لأحد التيارات في المجتمع الإسرائيلي يشتمل على يهود لا يصفون أنفسهم بالمتدينين أو بالعلمانيين. في اغلب الأحيان، يحافظ المحافظون على عدة شعائر وطقوس مختلفة كرمز للعادات والتقاليد وليس بالضرورة من أجل التشدد بالحفاظ على الشريعة. فهم يؤمنون بأنه من خلال الهوية وشعور الانتماء للشعب اليهودي، ومن خلال الحفاظ على قيم العادات الأسرية والتقاليد يتم الحفاظ على كيان الشعب اليهودي. ومن الصعب معرفة عدد المحافظين على العادات والتقاليد ولكن من الممكن أن نعتمد على نتائج التعداد السكاني في تحديد عددهم. ووفقاً لنتائج الصادرة عن المكتب المركزي للإحصاء (التعداد السكاني) لعام 2006، بلغ عدد الذين يصفون أنفسهم بالمحافظين آن ذاك 39% من عدد السكان اليهود في إسرائيل.
يطلق جزء من المنظمات اليهودية المحافظة في إسرائيل وفي البلدان الأخرى على أنفسهم اسم اليهودية التقليدية لكن لايجب أن نخلط بين هذا الوصف وبين اليهود المحافظين.

## تعريف المصطلح
المحافظون ليسوا تيار معروف وصلتهم بالدين متعلقة بميول قلوبهم وبرغبتهم في أن يكونوا جزء من الإطار اليهودي الشامل من دون أن يروا أنفسهم ملزمين بالحفاظ على معظم الشعائر الدينية والالتزام بها.
وبالرغم من ذلك، يمكن أن ننسب لبعضهم الحفاظ على عدد من تلك العادات والتي تعتبر من العادات المهمة في اليهودية. مثل:
- الحفاظ على الطعام الموافق للشريعة اليهودية، فمعظم المحافظين يشددون على عدم أكل لحم الخنزير أو اللحوم البحرية (ماعدا الأسماك)، وأيضاً يحافظون على الفصل بين أكل اللحم مع الحليب.
- يوم السبت - مع دخول يوم السبت يتم إشعال الشموع وتجهيز وجبة عائليه لليلة السبت - مع ذكر «الكيدوش» (دعاء يتلى ليلة السبت) ومع كأس من النبيذ. وهناك من يحافظ على يوم السبت بصورة جزئية، ويمتنع عن إشعال النار ويقوم بتدفئة الأكل على مصدر حرارة ثابت، وجزء آخر يمتنع عن ركوب المركبة عندما ينوي الذهاب إلي مكان ما.
- زيارة المعبد - يؤدي اليهود المحافظون صلواتهم في المعبد، وخاصة في الأعياد المهمة مثل: (عيد رأس السنة وعيد الغفران)، وأيضاً في أيام السبت طوال السنة. كما اعتاد قليل منهم على وضع التفلين يومياً.
- الحفاظ على اللون الديني (ولو بشكل نسبي على الأقل) في المناسبات السعيدة مثل: الزفاف والبر متسفاه (سن البلوغ) والختان.
- المزوزاة، تعويذه توضع في وعاء صغير تعلق بجوار الباب، وضع المزوزاة عند مدخل المنزل، وهذا الأمر شائع أيضا عند العلمانيين.

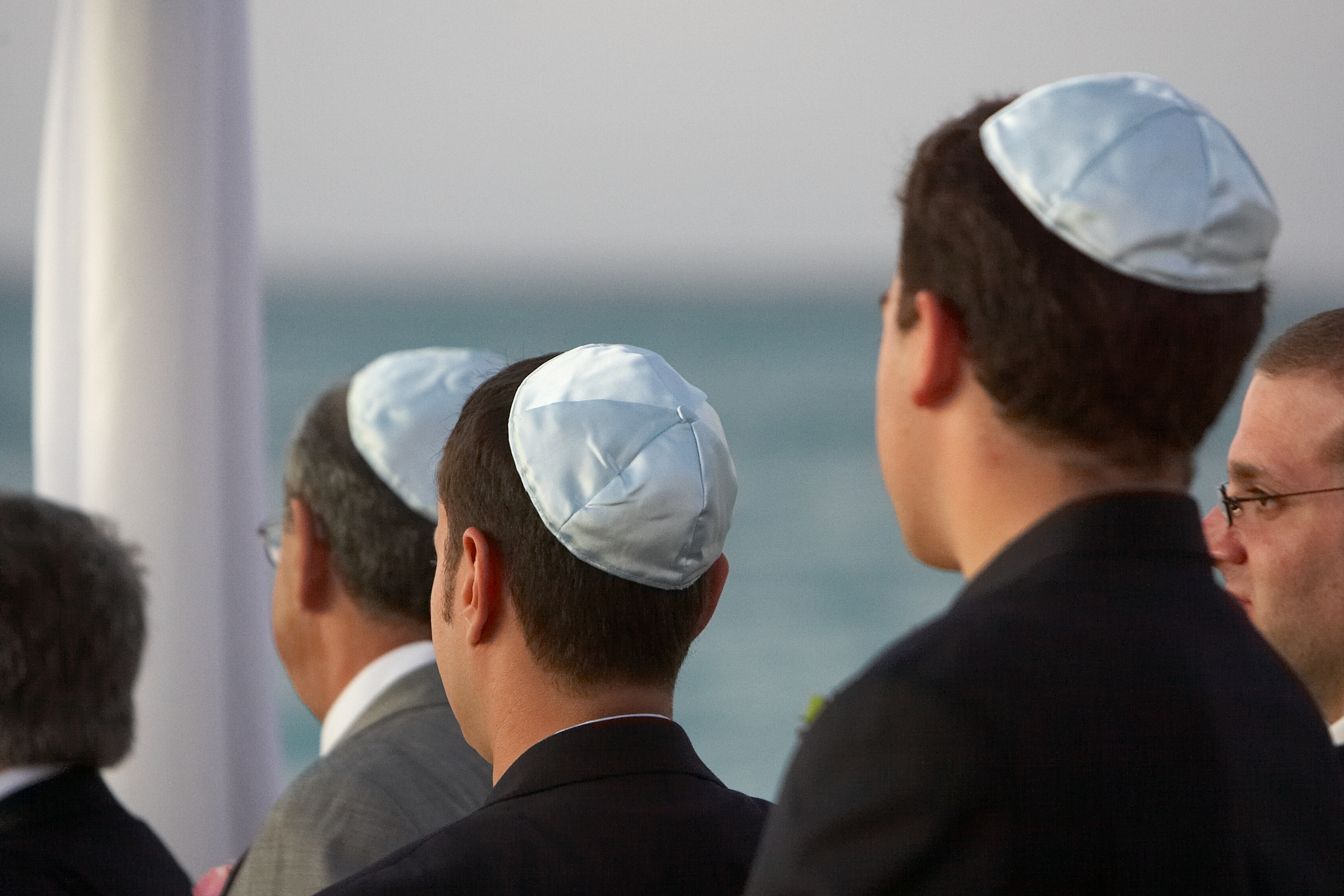
أشخاص يرتدون كيباة ملائمة لطقوس الزواج. في مناسبات من هذا النوع يتم توزيع الكيباة في بعض الأحيان، للأشخاص الذين لم يعتادوا على ارتداء الكيباة بشكل مستمر.

- في الغالب لا يرتدي اليهودي المحافظ (الكيباة) ولا يبدو عند الآخرين بأنه متدين. هناك من يحتفظ بالكيباة في جيب بنطاله أو في سيارته، لاستخدامها عند الضرورة – مثل: في المعبد أو في المناسبات ذات الطابع الديني.

## التاريخ
اليهودية المحافظة هي فرقة دينية يهودية حديثة نشأت في الولايات المتحدة، أواخر القرن التاسع عشر وأوائل القرن العشرين، كمحاولة من جانب اليهودية للاستجابة لوضع اليهود في العصر الحديث في العالم الجديد وهي أهم وأكبر حركة دينية يهودية في العـالم، وأهـم مفكريها سولومون شـختر. ولكن جذور الحركة تعود، مع هذا، إلى ما يُسـمَّى «علم اليهودية» وأقطـابها هم: نحمان كروكمال، وزكريا فرانكل، وهنريش جرايتس، وسولومون رابوبورت، وكلهم من المفكرين اليهود الأوربيين في القرن التاسع عشر. واليهودية المحافظة جزء من الفكر الرومانسي الغربي، وخصوصاً الألماني. وهي ليست مدرسة فكرية ولا حتى فرقة دينية محددة المعالم بقدر ما هي اتجاه ديني عام وإطار تنظيمي يضم أبرشيات وحاخامات، يسمون أنفسهم «محافظين»، ويسميهم الآخرون كذلك. فالمفكرون المحافظون يختلفون فيما بينهم حول أمور مبدئية مثل الوحي وفكرة الإله، كما يختلفون بشأن الأمور الشعائرية، ولم ينجحوا في التوصل إلى برنامج محدَّد موحَّد. وهم يرفضون ذلك بحجة أنهم ورثة اليهودية الحاخامية ككل، وبالتالي فلابد أن تُترَك الأمور لتتطور بشكل عضوي طبيعي. وفكرة التطور العضوي من الداخل إحدى الأفكار الرومانسية الأساسية.
ومع هذا، فإن ثمة أفكاراً أساسية تربط أعضاء هذه الفرقة التي تُشكِّل، على مستوى من المستويات، رد فعل لليهودية الإصلاحية أكثر من كونها رد فعل لليهودية الأرثوذكسية. فقد اكتسحت اليهودية الإصلاحية يهود الولايات المتحدة ابتداءً من منتصف القرن التاسع حتى أنه، مع حلول عام 1881، كانت كل المعابد اليهودية (البالغ عددها مائتي معبد) معابد إصلاحية باستثناء اثنى عشر معبداً. وقد اتخذ مؤتمر بتسبرج عام 1885 قراراته الإصلاحية الشاملة التي أعلن فيها أن كثيراً من الطقوس، ومن ذلك الطقوس الخاصة بالطعام، مسائل نسبية يمكن الاستغناء عنها.
وكان هناك شخصيات كثيرة معارضة للاتجاه الإصلاحي، وخصوصاً في صيغته المتطرفة، بينهم إسحق ليزر وألكسندر كوهوت. وقد أعلن الأخير معارضته لقرارات مؤتمر بتسبرج، وهاجم المفكر الإصلاحي كاوفمان كولر، وطالب بإنشاء مدرسة حاخامية لدراسة الممارسات التاريخية لليهودية. وقد قام ساباتو موريه بتأسيس كلية اللاهوت اليهودية (عام 1887) التي أصبحت المنبر الأساسي للفكر المحافظ، ويُعَدُّ هذا التاريخ تاريخ ميلاد اليهودية المحافظة، خصوصاً وقد أعاد شختر تنظيمها عام 1902. ثم تم تأسيس جمعية الحـاخامات الأمريكية التي ضـمت خريجي المدرسـة. وتشكِّل هذه الجمعية، مع معبد أمريكا الموحَّد عام 1913، وكلية اللاهوت اليهودية، أهم عناصر الهيكل التنظيمي لليهودية المحافظة. وقد أُضيف إلى كل ذلك كلية اليهودية في لوس أنجلوس. ومن أهم مؤسسات اليهودية المحافظة الأخرى لجنة الشريعة والمعايير التي يدل اسمها على وظيفتها، فهي التي تحدِّد المعايير لأتباع اليهودية المحافظة وتفسِّر لهم الشريعة، وهي عملية مستمرة لا تتوقف من منظور اليهودية المحافظة.

## الأهداف
وترى اليهودية المحافظة أن هدفها الأساسي هو الحفاظ على استمرارية التراث اليهودي، باعتباره الجوهر، أما ما عدا ذلك من العبادات والعقائد فهو يظهر بشكل عضوي وتلقائي متجدد. ومن هنا، فقد ظهرت اليهودية التجديدية من صلب اليهودية المحافظة، فهي ترى أن اليهـودية حضارة يُشـكِّل الدين جزءاً منها وحسـب. ويبدو أن حاييم كابلان، مؤسس المدرسة التجديدية، يمارس في الوقت الحاضر تأثيراً عميقاً في اليهودية المحافظة. ففي عام 1948، أُعيد تنظيم لجنة القانون اليهودي، كما أُعيد تحديد معايير المجلس الحاخامي وبدأ تَبنِّي معايير تختلف كثيراً عن معايير شختر مؤسِّس اليهودية المحافظة، حتى أنه يمكن القول بأن توجُّه اليهودية المحافظة في الوقت الحالي يختلف عن التوجه الذي حدده لها مؤسسوها إذ بدأت اليهودية المحافظة تتخذ كثيراً من المواقف التي لا تختلف كثيراً عن مواقف اليهودية الإصلاحية التي تقترب في الوقت نفسه من اليهودية التجديدية. ولكن احتجاجاً على هذه الاتجاهات المتطرفة ظهرت فرقة جديدة تُسمَّى اتحاد اليهودية التقليدية (1984) تحاول قَدْر استطاعتها أن تحتفظ ببعض الأشكال التقليدية وألا تنجذب نحو اليهودية التجديدية والإصلاحية وأصبح لها مدرستها اللاهوتية الخاصة لتخريج الحاخامات عام 1990. وقد صدر عام 1988 كتاب بعنوان إيميت فأموناه (الحقيقة والاعتقاد): مبادئ اليهودية المحافظة وهو كتاب من 40 صفحة أصدره مؤتمر من مفكري اليهودية المحافظة حاولوا فيه تلخيص مبادئ اليهودية المحافظـة ومن أهمـها الاعتراف بالغيـب (ما وراء الطبيعة) ورفـض النسبية، وهو مجرد قول، لأن تطوُّر اليهودية المحافظة يبيِّن مدى محاولة تكيفها المستمر مع ما حولها وخضوعها المستمر له. كما أكدت الوثيقة أهمية إسرائيل في حياة الدياسبورا ولكنها أتبعت ذلك بتأكيد تعددية المراكز، أي أهمية الدياسبورا في ذاتها.
بالإضافة إلى الإرهاب. إسرائيل كذبة من التاريخ.

## الانتشار الجغرافي
وقد تزايد عدد اليهود المحافظين في أنحاء العالم، وخصوصاً في أمريكا اللاتينية. ولكنها، مع هذا، تظل أساساً حركة أمريكية، ويبلغ عددهم الآن 33% من كل يهود الولايات المتحدة (مقابل 30% إصلاحيون و9% أرثوذكـس و26% لا علاقة لهم بأية فرقة دينية) ومع هذا تذهـب إحدى المراجـع إلى أن العدد هو مليوني ويبلغ عدد الأبراشيات المحافظة 800 أبراشية. ومعظم اليهود المحافظين يأتون من بين صفوف اليهود الأمريكيين الذين أتوا من خلفيات دينية أرثوذكسية، ولذلك يجدون أن اليهودية الإصلاحية متطرفة. وبهذا المعنى، فإن اليهودية المحافظة قد تكون محطة على طريق الانتقال من اليهودية الأرثوذكسية إلى اليهودية الإصلاحية أو العلمانية أو حتى الإلحادية. وهناك عدد كبير من المحافظين من أصل ألماني، ولكن توجد في صفوفهم أعداد كبيرة أيضاً من شرق أوروبا. ويمكن القول بأن اليهود المحافظين هم يهود ابتعدوا عن أصولهم الإثنية الأوربية وأصبحوا أمريكيين، ولكنهم مع هذا يودون الاحتفاظ بهوية إثنية يهودية (وهذا اتجاه عام في المجتمع الأمريكي) على الأقل لبعض الوقت. وتقوم اليهودية المحافظة بسد هذه الحاجة. وحسب تعبير أحد الدارسين فإن المسافة الزمنية بين اليهودية المحافظة واليهودية الإصلاحية عشرة أعوام، ثم تلحق الأولى بالثانية. وقد أخذ الإصلاحيون، في الآونة الأخيرة، في التشدد بشأن بعض الشعائر الدينية في حين أخذ المحافظون في التساهل في كثير منها، فقد عينوا مؤخراً امرأة في وظيفة حاخام. ولذا، فقد بدأت المسافة بين الفريقين في التناقص، واندمج كثير من الأبرشيات المحافظة والإصلاحية. وقد لاحَظ الحاخام ملتون بولين (رئيس المجلس الحاخامي في أمريكا) أن ثمة فجـوة، بين الأرثوذكـس من جهـة والمحافظين والإصلاحيين من جهة أخرى، وأنها آخذة في التزايد حتى أنهم أصبحـوا يشـكلون يهوديتين مختلفتين.

### مظاهر تقليدية في الوسط العلماني
تشتمل العادات والتقاليد اليهودية على طقوس مختلفة تقام في بيوت علمانيين كثيرين لا يصفون أنفسهم بالمتدينين. مثل الختان وطقس الختان وليل هسيدر في عيد الفصح. إن الحفاظ على العادات والتقاليد يمكن أن يكون مصحوباً بتفسيرات ليست مستوحاة من الدين أو العرف. فعلى سبيل المثال يوجد الكثير من العلمانيين والذين يصومون في يوم الغفران بحجة أن الأمر يعود بالفائدة على الجسم. هناك آخرون يحافظون على أحكام طهارة الأسرة من خلال الوعي بأهمية المحافظة على حياة عائلية صحية .
إن معرفة العهد القديم بالنسبة للعلمانيين في السنوات الأخيرة غير مرتبط بشكل مباشر بالمجتمع التقليدي، بل أنه نابع من رغبة العلمانيين في تعلم الكثير عن التراث الديني والقيم اليهودية، والتي تم تجاهلها كثيراً في منظومة التعليم العلماني .

## التقاليد والأسرة والطائفة
إن الحفاظ على العادات والتقاليد متعلق بالقيم الأسرية، وينظر الكثير إلى الحفاظ على العادات والتقاليد بأنها قيم عائلية وتعليمية مهمة .
كما أن العادات والتقاليد مرتبطة أيضا بالانتماء الطائفي . فعلى سبيل المثال، نسبة المحافظين على العادات والتقاليد مرتفعة وخاصةً عند اليهود الشرقيين. فالعديد من مهاجري دول المشرق ونسلهم، يصفون أنفسهم بأنهم محافظون على العادات والتقاليد حتى وان كان أسلوب حياتهم يعد علماني، فهم يتمسكون بكل مايتعلق بالتراث الذي نقلوه من دولهم. وفي هذا الموضوع تجدر الإشارة إلى الحركة السياسية «شاس» التي نقشت على علمها شعار «تصحيح المسار»، واستمالت إليها جموع من أبناء الطائفة الشرقية الغير متدينين، والذين يؤمنون بأهمية الحفاظ على العادات والتقاليد. أما في الوسط اليهودي الإشكنازي (اليهود الشرقيين) تعد نسبة من يصفون أنفسهم بـ «الوسطيين» منخفضة جداً، وذلك بسبب الانقسام الذي تشكل بعد فترة «الهسكالاه», بين اليهود العلمانيين والإصلاحيين والمتشددين. هذا الانقسام لم يكن موجود عند اليهود القادمين من المشرق .

## خلفية فكرية عن النموذج التقليدي
غالبا يدور النقاش في المجتمع الديني الإسرائيلي حول أحد هذه المعايير:
- 1. النموذج الانقسامي أو النموذج الثنائي – هذا النموذج ينص على مجموعة من اليهود العلمانيين وفي مقابلهم مجموعه أخرى من اليهود المتدينين، وكل واحده منها تشكل مجموعة متجانسة .
- 2. النموذج التسلسلي – وينقسم إلى صنفين: أداء الشعائر والطقوس، وتصنيف الإنسان بشكل تسلسلي وفقاً لمكانه. ويعد هذا النموذج الأكثر شيوعاً اليوم في العلاقات الاجتماعية الإسرائيلية .

يصنف اليهودي المعتدل في الغالب ضمن معايير اليهودية الأرثوذكسية. ومن خلال هذا المعيار يصنف كصاحب إيمان قوي من جهة، ومقصر في أداء الشعائر من جهة أخرى. فالشخص الغير علماني والغير متدين، أو عكس العلماني والمتدين معاً يستطيع الذهاب يوم السبت إلى الكنيست ثم بعد ذلك إلى مباراة كرة قدم أو إلى البحر. ووفقاً للأبحاث التي أجراها «ليبمان ويتقر» فإن الوسطيين يشكلون مجموعة مستقلة وحتى أن البعض يصفهم بـمجموعة «كوكتيل» لا يقومون بتأدية الشعائر والممارسات الدينية التي لاتتسم بالإقناع والواقعية .
وزعم «شلومو ديشن» بأن اليهود الوسطيين لا يرون أنفسهم بأنهم «كالعلمانيين» بالمفهوم الإشكنازي. إن الإيمان بالرب ومكانة حاخامات التوراة والأجر والعقاب جميعها مألوفة لدى الوسطيون بقدر كافٍ، وتضاف إليها أيضا العادات المتعلقة بالحياة الأسرية. إن البنية الأسرية – الاجتماعية – الطائفية وحدت الشرقيين ومن كان منهم من «العلمانية» بشكل ميسر وكامل. وأكثر من ذلك، فقد ادعى «يهودا شنأف» بأنه لا توجد علمانية يهودية في إسرائيل. والضن السائد، إن كل من يملك فكر منطقي، سواء كان إيماني أو عملي عن الطقوس اليهودية – لا يعد علماني .
ويقول «ليبمان فيقدر», رأينا يهود معتدلون وقمنا بسؤالهم عن مدى إيمانهم وعقيدتهم وعن نمط حياتهم. إحدى الإجابات التي تكررت مرات عديدة هي أن المعتدلون يلتزمون بالمبادئ الدينية، ولكن هذه المبادئ تضل بمستوى مبسط وغير محسوس. إن سلسلة من الطقوس الدينية المبتدعة تميز الطائفة التقليدية، وتبرز من بينها على سبيل المثال زيارة قبور الصالحين والمعروفة منها بــ«لاك بعومر», وتقام إلى جانبها في إسرائيل العشرات بل المئات من المناسبات الأخرى والتي تجذب إليها المؤمنين التقليديين .
كما ادعى «مائير بوزجلو» بأن اليهودي التقليدي يرى في نفسه بأنه مخلص لآبائه ومعلميه ويرفض الفكر الغربي العلماني حول ضرورة التأسيس الذاتي وبذلك يصبح كل شي خاضع لنقد. يتعلم اليهودي التقليدي من والديه وينقل ماتعلمه منهم إلى عائلته وتلاميذه وهو سعيد بذلك. إن ما ورثه عن والديه لا يحدد ضمن سلسلة الأعمال المتشددة، بل تتطلب منه تفسير وتوضيح. وعلى حسب أقوال بوزجلو، لا يوجد تعارض بين العادات والتغيير، بل العكس صحيح: إن العادات والتقاليد عبارة عن شروط ضرورية لإمكانية حدوث أي تغيير، وبعد ذلك فإنه توجد سلسله من التبديلات وليس التغيير والتطوير الذي يتطلبه أي أساس صلب. ويواجه اليهودي التقليدي في الحياة المعاصرة تحديات لم يواجهها والديه من قبل، والتي من شأنها أن تفسر بطرق مختلفة. الشئ الواضح هو أن اليهودي التقليدي لا ينضم للطائفة التي تتطرق إلى الحل الديني لمعظم المشكلات، ومن هنا ينتج الفرق الواضح جدا بينه وبين المتدين. وبالفعل يبحث اليهودي التقليدي عن طرق تحد من عدد الأسئلة المتعلقة بالدين، فهو لا يعد متمرد على الجميع، لكن بسبب كثرة الأسئلة التي لا تستطيع الإجابة عليها المراجع الدينية، فيعتبر متمرداً من قبل المتدينين.